# حصان طروادة

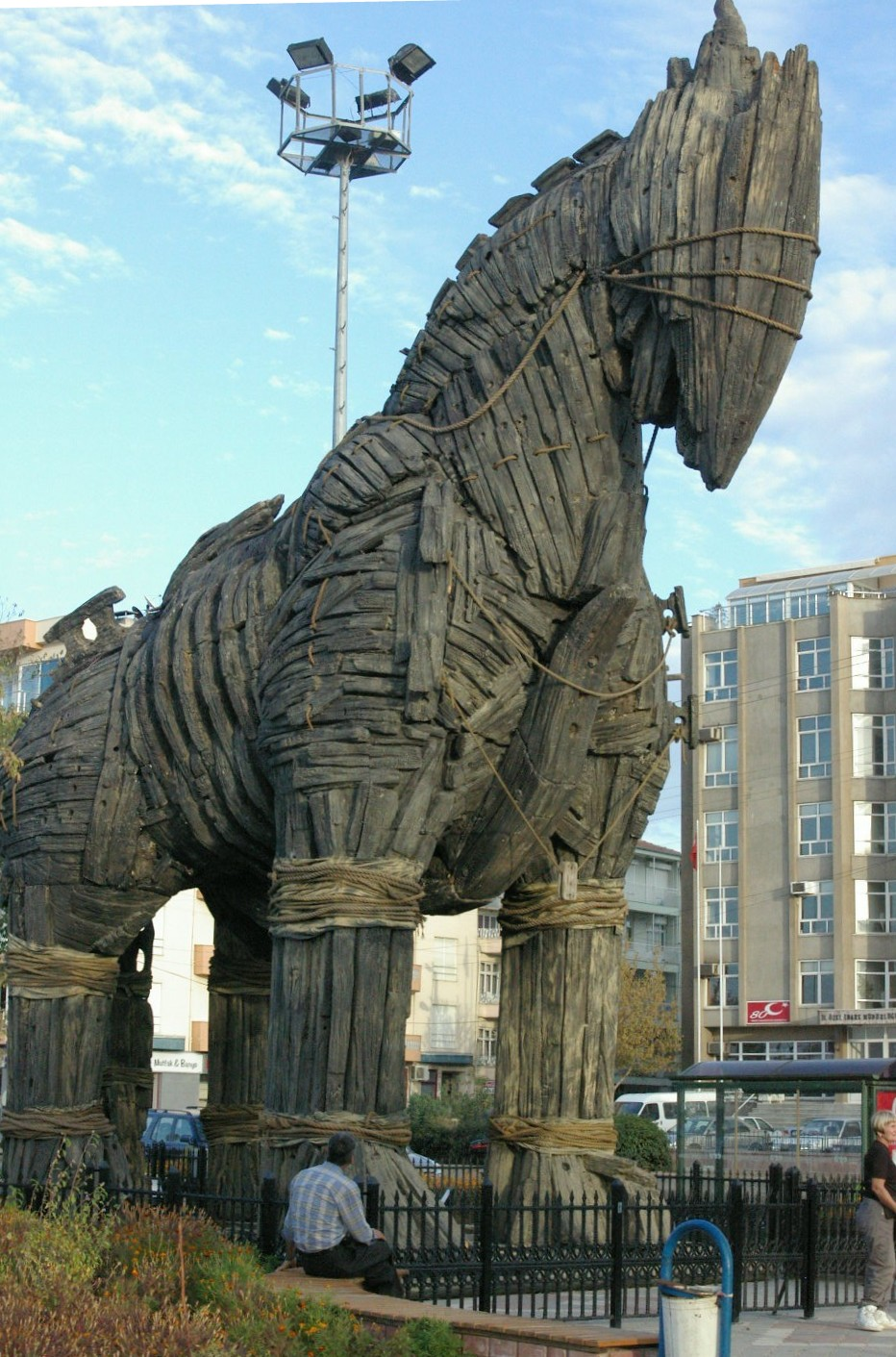
حصان خشبي من العام 2004, موجود حاليا في مدينة جنق قلعة التركية، استخدم في تصوير فيلم طروادة.

في الأساطير اليونانية حصان طروادة (اليونانية: δούρειος ίππος، بالحروف اللاتينية: doureios hippos، ويعني "الحصان الخشبي")، هو حصان خشبي قيل أن اليونانيون استخدموه خلال حصار طروادة لدخول مدينة طروادة والفوز بالحرب. لم يُذكر حصان طروادة في ملحمة إلياذة الشعرية لهوميروس التي تنتهي قبل انتهاء الحرب، إلا أنه أشير إليه بشكل وجيز في الأوديسة.
وفقًا للإنيادة التي كتبها فيرجيل، بعد حصار غير مثمر دام 10 سنوات، بنى اليونانيون حصانًا خشبيًا ضخمًا بناءً على طلب أوديسيوس، وأخفوا قوة مختارة من الرجال بداخله بما في ذلك أوديسيوس نفسه. ثم تظاهر اليونانيون بانهاء الحصار، وأبحروا بعيدًا وتركوا الحصان، فسحب سكان طروادة الحصان الخشبي إلى مدينتهم كعلامة على النصر. وفي تلك الليلة خرج الجنود اليونانيون المختبئون داخل الحصان وفتحوا أبواب المدينة لبقية الجيش اليوناني الذي أبحر عائداً تحت جنح الظلام، فتمكن اليونانيون من دخول المدينة ودمروها منهيين الحرب.
من الناحية المجازية، أصبح "حصان طروادة" يعني أي خدعة أو حيلة تجعل الهدف يدعو عدوًا إلى معقل أو مكان محمي بشكل آمن، وقد استعير هذا اللفظ للإشارة إلى برنامج الكمبيوتر الضار الذي يخدع المستخدمين لتشغيله عن طيب خاطر والذي يعرف بإسم "حصان طروادة". 
المصدر القديم الرئيسي للقصة الذي لا يزال باقيًا هو الإنيادة لفيرجيل، وهي قصيدة ملحمية لاتينية من زمن أغسطس. ظهرت القصة بشكل كبير في الإلياذة الصغيرة [الإنجليزية] و نهب طروادة [الإنجليزية] وكلاهما جزء من الدورة الملحمية [الإنجليزية]، لكن هذه الأعمال لم تنجو إلا في أجزاء وملخصات. ونظرًا لأن أوديسيوس كان المهندس الرئيسي لحصان طروادة، فقد تمت الإشارة إليه أيضًا في ملحمة هوميروس. في التقليد اليوناني، يُطلق على هذا الحصان اسم "الحصان الخشبي". في عمل ديكتيس كريتينسيس [الإنجليزية]، جاءت فكرة بناء حصان طروادة من هيلينوس [الإنجليزية]، الذي تنبأ بأن اليونانيين سيصنعون حصانًا خشبيًا لأثينا.